# Rhigozum madagascariense
Rhigozum madagascariense là một loài thực vật có hoa trong họ Chùm ớt. Loài này được Drake miêu tả khoa học đầu tiên năm 1903.